# Minuteman III
LGM-30G Минитмен-3 (англ. LGM-30G Minuteman III) — американская межконтинентальная баллистическая ракета семейства «Минитмен». Стоит на вооружении ВВС США с 1970 года и является единственной МБР шахтного базирования на вооружении США по состоянию на 2023 год. Её ближайшим аналогом является советская лёгкая баллистическая ракета 15Ж58 шахтного базирования (код СНВ РС-12М) в составе АПУ "Тополь".
По состоянию на 2008 год США располагали 450 ракетами Минитмен III, на которых установлено 550 ядерных боеголовок. По 150 МБР несли боевое дежурство в шахтах на авиабазах Малмстром (штат Монтана), им. Фрэнсиса Уоррена (Вайоминг) и Майнот (Северная Дакота).
Ракеты подвергаются регулярной модернизации, так с 2007 по 2012 год, производилась замена боевых блоков Mk.12A на Mk.21 (с МБР типа MX), систем наведения и управления, силовых установок. 
По состоянию на 2022 год 400 единиц Minuteman III находится на вооружении ВВС США и её модернизированные версии регулярно испытываются.

## Пуски
В ходе одного из испытаний в мае 2008 года дальность пуска составила 8500 км.
23 августа 2009 года осуществлён испытательный пуск с позиции на авиабазе ВВС США «Ванденберг». Кроме подтверждения характеристик пуск был использован для испытания систем комплексной эшелонированной системы НПРО США Glory Trip 195.
В испытаниях приняли участие радар X-диапазона морского базирования SBX, мобильный радар X-диапазона AN/TPY-2, а также лаборатория внешних сенсоров.
16 июня 2010 года проведён успешный пуск в рамках плановой проверки надёжности и точности систем ракеты Ракета была запущена с базы Ванденберг, цель располагалась на расстоянии 6700 км в Тихом океане в районе Маршалловых островов.
Частично успешный 22 июня 2011 года в 13:35 UTC (06:35 по Тихоокеанскому времени, 03:35 по Гавайскому времени) состоялся испытательный пуск МБР Минитмен III с авиабазы ВВС США «Ванденберг». Ракета, находящаяся на стартовой площадке, не смогла принять команду на запуск, которая была отдана с борта самолёта связи Boeing E-6 Mercury. Только после того, как команда была повторно отдана с земли, ракета стартовала и поразила цель на атолле Кваджалейн.
Неудачный испытательный запуск 27 июля 2011 года в 03:01 по местному времени, на базе ВВС «Ванденберг» в Калифорнии состоялся испытательный пуск МБР Минитмен III. На шестой минуте полёта ракета существенно отклонилась от заданных параметров, и было принято решение уничтожить её над Тихим океаном в районе атолла Кваджалейн на Маршалловых островах.
22 мая 2013 года в 13:27 UTC (06:27 по Тихоокеанскому времени, 03:27 по Гавайскому времени) с 4-го пускового сооружения на авиабазе ВВС США «Ванденберг» состоялся испытательный пуск МБР "Минитмен III". Спустя несколько минут после запуска, как и в 2011 году, с Гавайев наблюдался расширяющийся ореол света, вызванный резким сбросом давления в камере сгорания твердотопливного ракетного двигателя путём быстрого раскрытия заслонок прекращения тяги, расположенных по бокам на третьей ступени МБР и освобождаемых за счёт подрыва фиксирующих зарядов по достижении заданной траектории полёта, чтобы обеспечить точность наведения на цель. Через 30 минут после запуска (полётное задание GT207GM) головная часть МБР поразила условную цель на тихоокеанском полигоне в районе атолла Кваджалейн.
26 апреля 2017 года в 12:03 по местному времени, на базе ВВС «Ванденберг» в Калифорнии состоялся испытательный пуск МБР Минитмен-III. Запуск прошёл успешно. Дальность полёта составила 6500 км (4000 миль).
Неудачный испытательный запуск 31 июля 2018 года был совершён утром с авиабазы Ванденберг (штат Калифорния). Ракета была уничтожена по команде во время полёта над Тихим океаном до достижения цели.
4 августа 2020 года Министерство обороны США провело во вторник очередной пуск межконтинентальной баллистической ракеты Minuteman III, чтобы проверить надёжность её систем. Запуск был произведён из шахты на авиабазе Ванденберг в штате Калифорния. Три учебные головные части ракеты преодолели расстояние около 6750 км и поразили цели в районе атолла Кваджалейн (Маршалловы острова) в Тихом океане.
2 сентября 2020 года в 12:03 по летнему Тихоокеанскому времени на базе ВВС Ванденберг Глобальное ударное командование ВВС США запустило невооружённые межконтинентальные баллистические ракеты Minuteman III во время эксплуатационных испытаний. Межконтинентальная баллистическая ракета преодолела расстояние примерно 6800 км (4200 миль) до атолла Кваджалейн на Маршалловых островах.
28 октября 2020 года очередной испытательный запуск был перенесён на 29 октября в связи с неблагоприятными условиями. 29 октября 2020 в 19:27 UTC (12:27 по тихоокеанскому времени) испытания состоялись, по заявлению начальника штаба генерала Чарльза К. Брауна младшего для демонстрации сдерживающего фактора.
23 февраля 2021 года в 06:49 UTC (23:49 по тихоокеанскому времени) на базе ВВС Ванденберг (Калифорния) состоялся пуск невооружённых межконтинентальных баллистических ракет Minuteman III. Испытания проводились с целью демонстрации своего ядерного потенциала союзникам и устрашения стран третьего мира.
Неудачный испытательный запуск: 5 мая 2021 года на базе ВВС «Ванденберг» бортовой компьютер ракеты отменил пуск по неназванной причине.
Неудачный испытательный запуск: 1 ноября 2023 года в 07:06 UTC (00:06 по тихоокеанскому времени) во время испытательного запуска с базы Ванденберг невооружённая МБР Minuteman III была уничтожена над Тихим океаном из-за «аномалии».
Первый запуск состоялся 16 августа 1968 года -  военнослужащие глобального ударного командования ВВС США запустили МБР Minuteman III без заряда, оснащённую испытательной боеголовкой, с базы космических сил Ванденберг (Калифорния).

## Модернизации и продления сроков службы

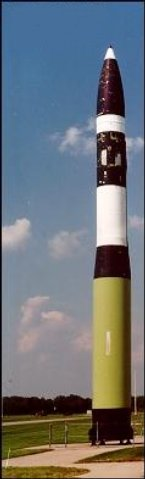
Минитмен III

По состоянию 2011 год, ракеты Минитмен III прошли/проходят следующие программы по модернизации.

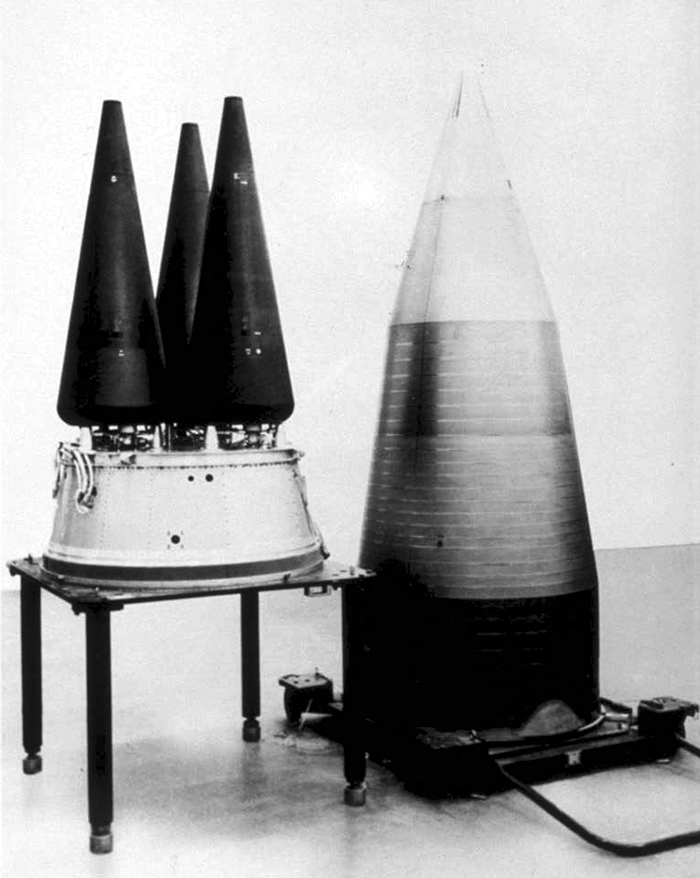
Боевые блоки Mk.12A с ядерными зарядами W78 на платформе разведения Минитмен III рядом с обтекателем головной части

| Программа                                                                                    | Год начала | Год окончания                     | Модернизация/Обновления |
| Guidance Replacement Program (GRP) Программа по замене систем наведения.                     | 1996       | Продолжается на постоянной основе | Заменяются бортовые компьютеры, усилители, системы наведения и электроника платформы.                                                                         |
| Propulsion Replacement Program (PRP) Программа по замене силовых установок.                  | 1998       | 2009                              | Полная замена твёрдого топлива во всех ступенях ракет, включая ускорители. а также связанная с этим интеграция нового аппаратного и программного обеспечения. |
| ICBM Security Modernization Program Программа по модернизации средств безопасности.          | 2004       | Продолжается                      | Усиление безопасности пусковых установок и ракет путём обновления технических средств безопасности.                                                           |
| Rapid Execution and Combat Targeting (REACT) Программа по модернизации систем целенаведения. | 1997       | 2006                              | Обновление систем наведения ракет. Значительно сокращено время перенаведения ракет на новые цели.                                                             |
| Safety Enhanced Reentry Vehicle (SERV) Программа по замене боеголовок.                       | 2002       | 2009                              | Замена боеголовок ракет на более совершенные Mk21-W87, мощностью 300 кТ, оставшихся после снятия с вооружения ракеты LGM-118 Peacekeeper.                     |
| Propulsion System Rocket Engine (PSRE) Программа по обновлению силовой установки ракеты.     | 2004       | Продолжается на постоянной основе | Замена компонентов маршевого двигателя. |